# De man in de stoel
De man in de stoel is een schilderij van de Antwerpse kunstenaar Henri De Braekeleer. Het schilderij werd in 1921 aangekocht door baron Gustave Caroly, die het schonk aan het Koninklijk Museum voor Schone Kunsten Antwerpen.

## Beschrijving
Het schilderij toont een oude man zittend in een stoel in een antiek decor. Boven het hoofd van de man hangt een schilderij en staat er een beeld van Sint-Arnolfus. De man laat zijn voeten rusten op een kussen. Langs het openstaande raam valt het daglicht de kamer binnen. De Braekeleer werkte de kleine details heel nauwkeurig uit.
Dit schilderij lijkt een traditioneel genretafereel: een anoniem personage in een banale situatie. Maar toch schuilt er poëzie in het werk door de onvermoeibare concentratie en subtiele gevoeligheid van de kunstenaar voor de uiteenlopende gedaanten van het licht en het gebruik van coloriet en diverse materialen.

## Decor
De Braekeleer gebruikte het Brouwershuis in Antwerpen als decor voor De man in de stoel. Het schilderij werd voor het eerst tentoongesteld onder de titel Zaal in het Brouwershuis. Henri Leys, oom en leermeester van De Braekeleer, leerde de kunstenaar deze plek kennen. Beide schilders verwerkten het eeuwenoude interieur verschillende keren in hun oeuvre. De Braekeleer gebruikt het Brouwershuis in dit schilderij als een eigentijds antiek curiosum.